# Vyšehrad (část Prahy)
Vyšehrad (dříve Královský Vyšehrad, německy Wischehrad) je bývalé královské město, nyní městská čtvrť a katastrální území města Prahy na jihu městského obvodu a městské části Praha 2. Dominantou čtvrti je bývalá pevnost Vyšehrad s bazilikou sv. Petra a Pavla.
Katastrální území Vyšehradu sousedí na severu s Novým Městem, na východě s Nuslemi a na jihu s Podolím. Západní hranici tvoří řeka Vltava, za kterou následuje Smíchov.

## Historie

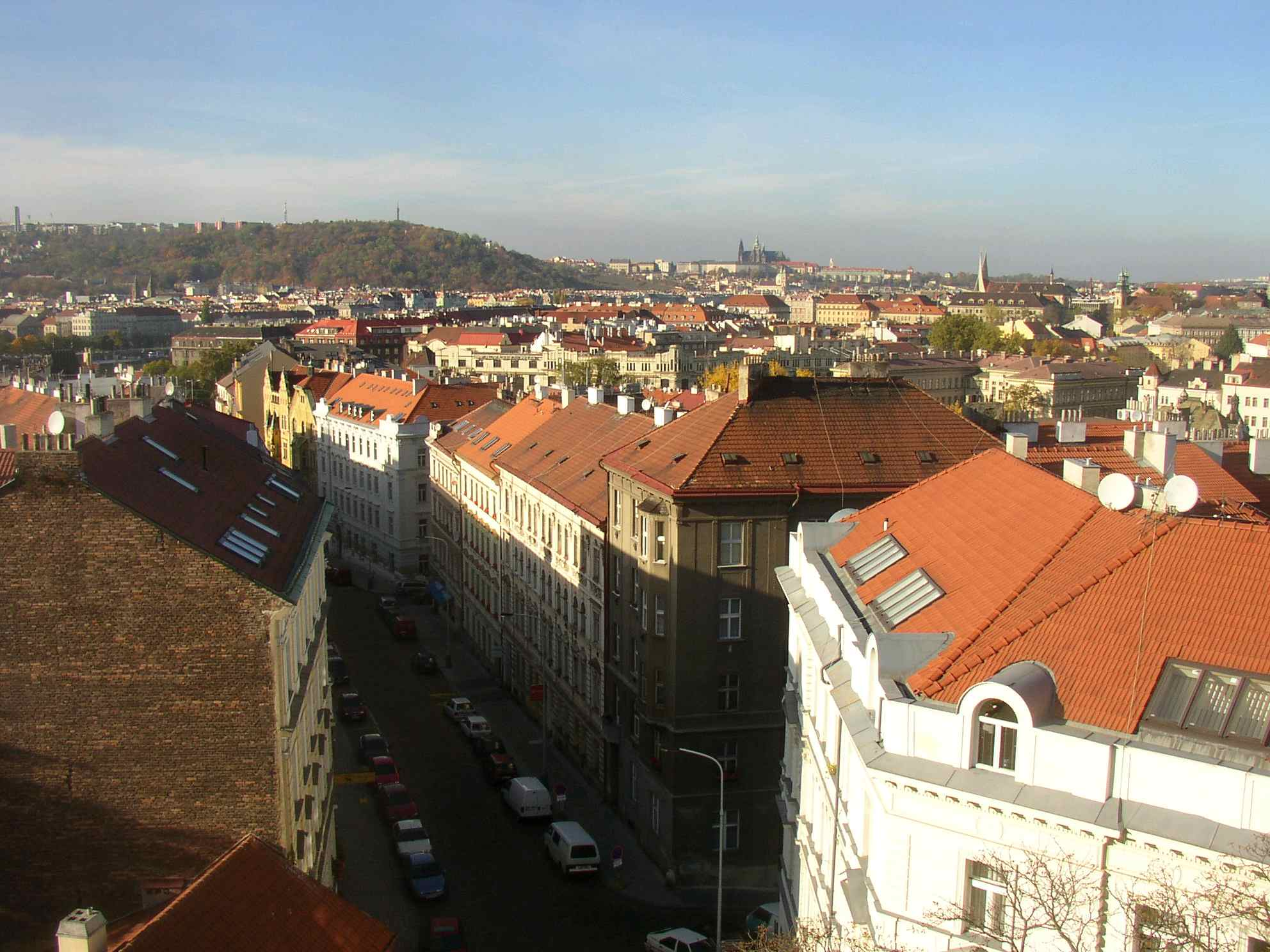
Pohled z hradeb k Petřínu a Pražskému hradu, v popředí Vratislavova ulice

Nejstarší nálezy dokládají osídlení Vyšehradu v době eneolitu, další významné nálezy však pocházejí až z 10. století. Podle pověstí založil Vyšehrad vojvoda Krok, který sem měl přesídlit z Budče a jehož dcera Libuše zde měla založit s Přemyslem Oráčem dynastii Přemyslovců. Nebyly zde však nalezeny sebemenší stopy raně slovanského osídlení ze 6. a 7. století.
V srpnu 2014 zde však archeologové objevili základy kostela z doby kolem roku 1000, který by svými rozměry byl největším známým kostelem své doby na území západních Slovanů, na němž je ojedinělý i byzantským slohem. Roku 1070 na Vyšehrad přesídlil kníže Vratislav II., pozdější první český král, a založil zde kostel svatého Petra a Pavla s bohatě nadanou kapitulou, které vyjednal exempci z biskupské pravomoci. Vyšehrad byl českým panovnickým sídlem až do Soběslava I., tedy do roku 1140. I poté si však Vyšehrad díky vlivu kapituly udržel velký význam. Po požáru v polovině 13. století procházel kostel téměř po celé 14. století rozsáhlou a postupnou gotickou přestavbou. Za Karla IV. v polovině 14. století v souvislosti s výstavbou Nového města pražského bylo přebudováno vyšehradské opevnění a napojeno na pražské.
Kromě samotného hradiště Vyšehrad bylo už od 10. století osídleno také jeho severní podhradí (také nazýváno Podvyšehradí) a zástavba také vznikala podél cesty mezi Vyšehradem a Pražským hradem, nazývané Mezihrady. Například ve vyšehradském podhradí v prostoru nynější křižovatky ulic Vratislavovy, Vnislavovy a Libušiny stál již ve 14. století špitál s kostelem Pokory Panny Marie.
Za husitských válek 1. listopadu 1420 husité hrad Vyšehrad vyplenili a proměnili v ruiny. V následujícím období byl Vyšehrad s podhradím osídlen chudými řemeslníky a změnil se v malé městečko. Vyšehradské kapitule patřily i nadále rozsáhlé pozemky, dvory a vsi v okolí – na území dnešních Nuslí, Podolí a Braníka. Jako samostatná pevnost v následujícím období nesloužil, ale jeho opevnění zůstala úloha v obranném systému Prahy. Vyšehrad byl již od 15. století královským městem v Kouřimském kraji. Začátkem 16. století se Podvyšehradí právně oddělilo od hradiště a připadlo kapitule, pevnost s osídlením připadla kapitule v roce 1528.
Za třicetileté války, od roku 1621, bylo hradiště postupně přestavěno na pevnost. Horní vyšehradské město bylo zcela zbořeno v letech 1653 až 1654 a téměř všichni jeho obyvatelé byli vystěhování, převážně do Podvyšehradí. Na dlouhou dobu byla z pevnosti vysídlena i kapitula. Za válek o rakouské dědictví byla pevnost v letech 1741 až 1742 okupována Francouzi, kteří provedli řadu stavebních vylepšení, poté na podzim 1744 opět bez boje na deset týdnů obsazena Prusy. Ti se při odchodu pokusili pevnost zničit výbušninami, doutnáky však byly včas uhašeny třemi místními občany.
V roce 1848 se Vyšehrad osamostatnil od kapituly. Bazilika svatých Petra a Pavla byla v 19. století novogoticky přestavěna do dnešní podoby a u ní byl zřízen národní hřbitov s hrobkou Slavínem. Rozhodnutí z roku 1866 o zrušení pražského opevnění a jeho bourání od roku 1875 se Vyšehradu prakticky nedotklo, Vyšehrad zůstal pod vojenskou správou až do roku 1911, kdy byly i tyto pevnostní objekty předány městu Praze, avšak již nebyly zbourány.
Roku 1883 byl připojen ke královskému hlavnímu městu Praze jako jeho VI. část, až do roku 1960 označovaná Praha VI, v členěních z roku 1949 i 1960 i v samosprávném členění z roku 2002 byl začleněn do obvodu a později i městské části Praha 2.
| Rok  | Obyv. | ± %     |
| ---- | ----- | ------- |
| 1869 | 3 460 | —       |
| 1880 | 3 851 | +11,3 % |
| 1890 | 4 546 | +18 %   |
| 1900 | 5 328 | +17,2 % |
| 1910 | 5 251 | −1,4 %  |

| Rok  | Obyv. | ± %     |
| ---- | ----- | ------- |
| 1921 | 5 470 | +4,2 %  |
| 1930 | 5 308 | −3 %    |
| 1950 | 5 872 | +10,6 % |
| 1961 | 3 850 | −34,4 % |
| 1970 | 3 249 | −15,6 % |

| Rok  | Obyv. | ± %     |
| ---- | ----- | ------- |
| 1980 | 2 592 | −20,2 % |
| 1991 | 2 052 | −20,8 % |
| 2001 | 1 731 | −15,6 % |
| 2011 | 2 110 | +21,9 % |
| 2021 | 1 651 | −21,8 % |

## Území

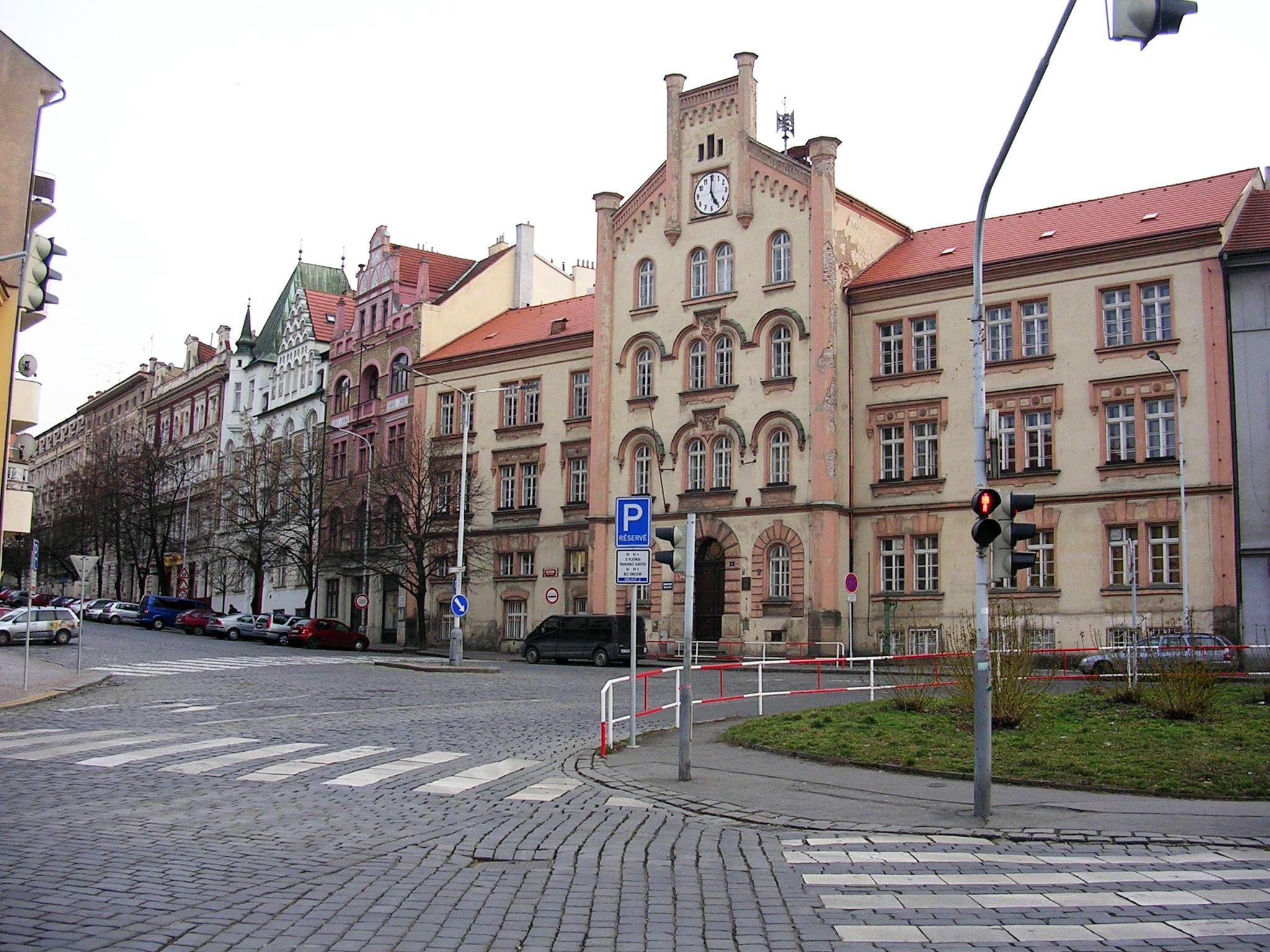
Domy v podhradí, vlevo Vratislavova ulice, vpravo je budova bývalé radnice

Přímo v pevnosti jsou pojmenované ulice V pevnosti, Štulcova, K rotundě, Soběslavova, jižně od baziliky Vyšehradské sady a severně od baziliky Štulcovy sady, východně od baziliky Karlachovy sady, na západním úbočí park Pod Hradbami. Východní úbočí s Lumírovými sady již patří k Nuslím a jižní úbočí s areálem porodnice k Podolí, ač ještě spadá do Pražské památkové rezervace.
Kromě rozsáhlého areálu pevnosti patří ke čtvrti též blízké podhradí: část Rašínova nábřeží, ulice Na Libušince, konec Vyšehradské ulice a ulice Libušina a Vratislavova, ulice Neklanova, Hostivítova, Přemyslova, podél železniční trati ulice Vnislavova. Za železniční trať Vyšehrad zasahuje výběžkem ohraničeným ulicemi Na Děkance, Botičská a Na slupi, v němž se nachází základní škola, ulice Vinařického, jeden uzavřený domovní blok a jeden podélný při ulici Na slupi, ve Svobodově ulici tramvajová trať od Výtoně do Nuslí a budova nádraží Praha-Vyšehrad.
V oblasti vyšehradského podhradí se nachází několik památkově významných kubistických vil a domů, sokolovna, bývalá vyšehradská radnice a další stavby zejména z konce 19. a počátku 20. století.

## Pamětihodnosti

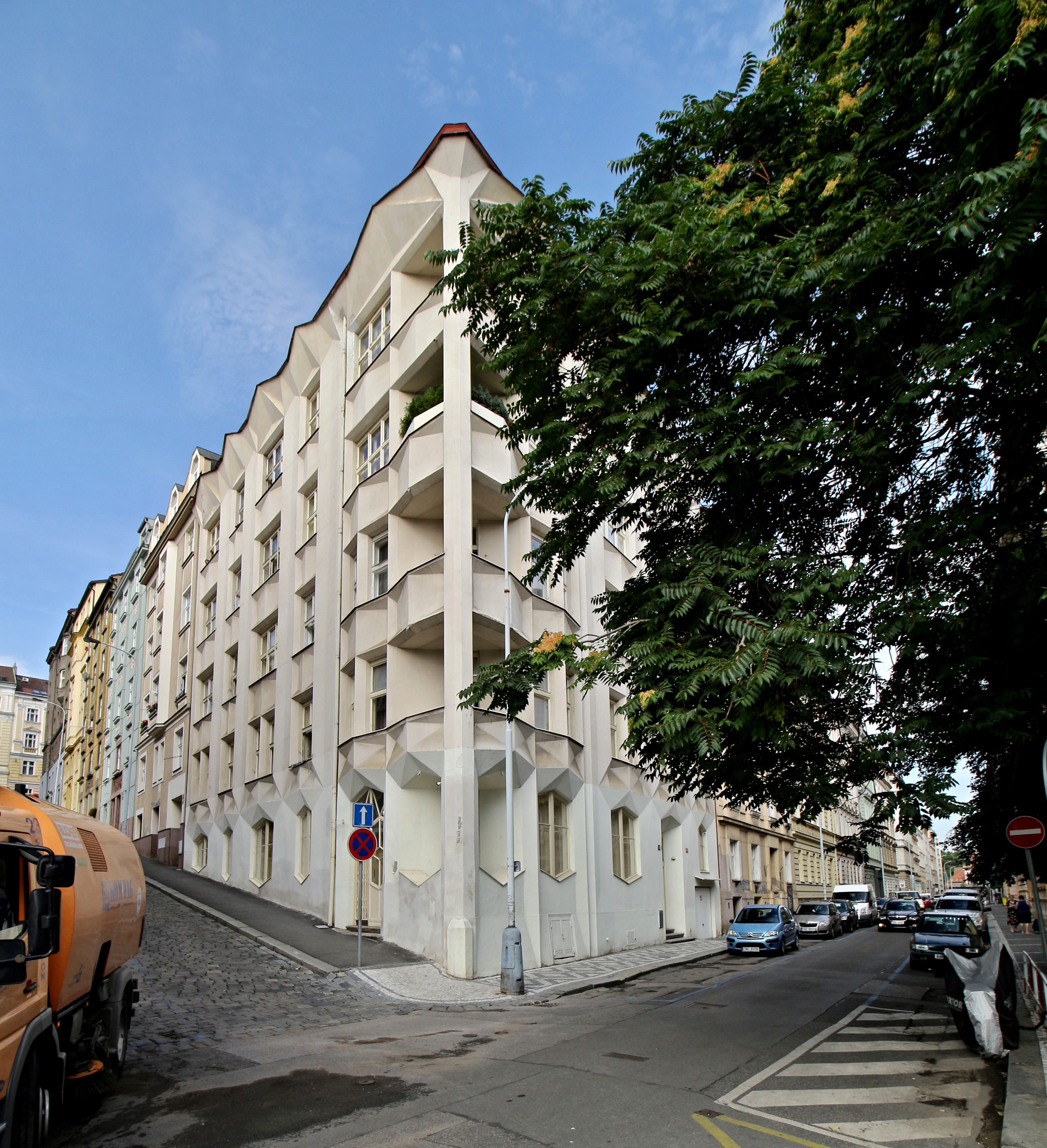
Kubistický činžovní dům v Neklanově ulici čp. 98

K památkám Vyšehradu mimo pevnost patří několik kubistických domů na Rašínově nábřeží (např. Kovařovicova vila) a činžovní dům v Neklanově ulici, chátrající budova železniční stanice a Vyšehradský železniční most.

## Doprava

### Vyšehradský tunel

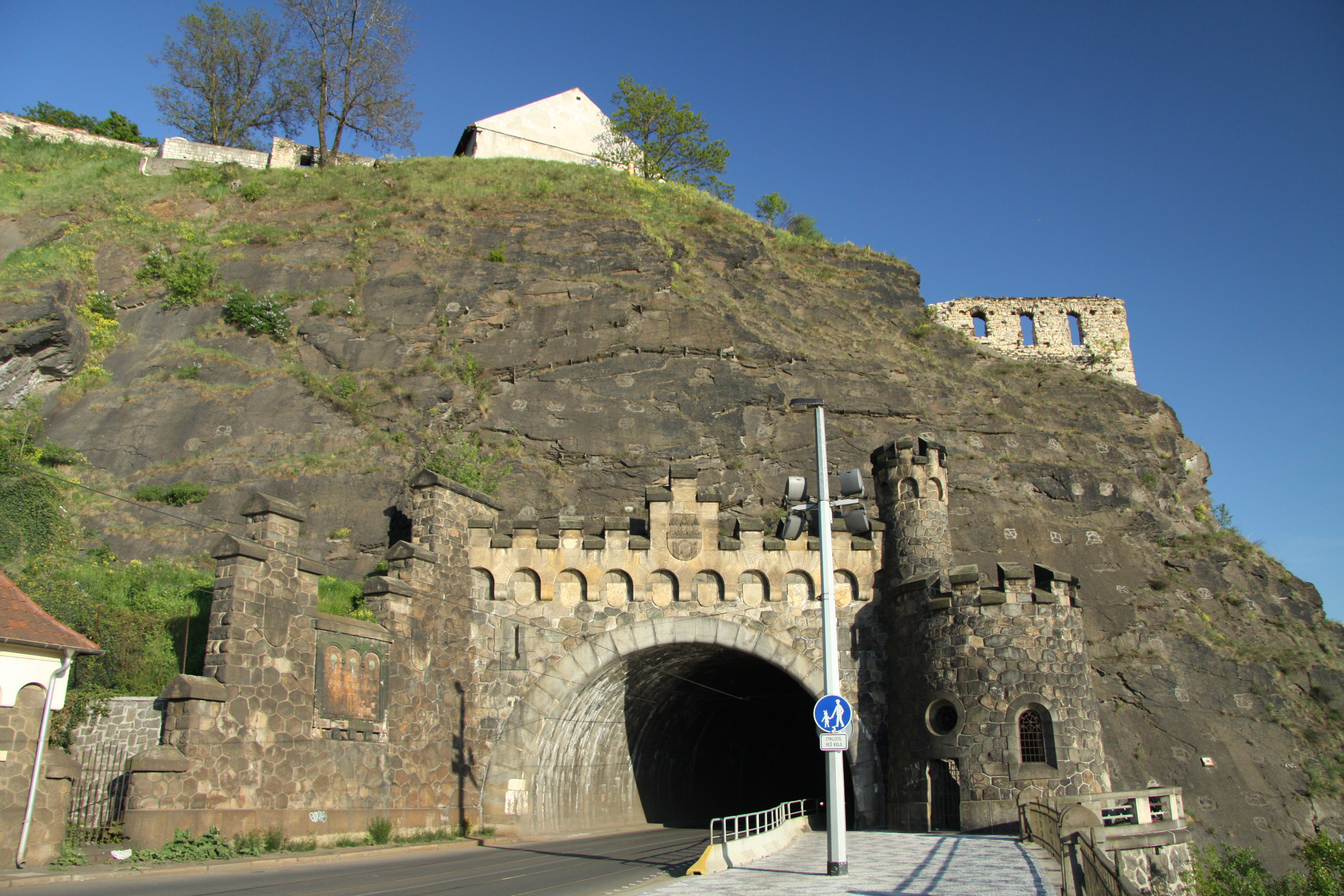
Vyšehradská skála a Vyšehradský tunel

Vyšehradská skála tvoří výrazný skalní suk, který doslova trčí ven směrem z Pankrácké pláně do koryta řeky Vltavy. Koryto řeky se zde poměrně rychle na malou chvíli dosti výrazně zužuje. Tato přírodní zvláštnost, která způsobuje onen malebný optický protipól k hradčanskému panoramatu a velice půvabně dotváří celé pražské panoráma, však odedávna způsobuje Pražanům nemalé dopravní komplikace. Při proslulých veslařských závodech osmiveslic na Vltavě (Pražské primátorky), musí lodě pod Vyšehradskou skálou trochu zatáčet, aby nevybočily z požadované dráhy. Pozemní komunikace na pravém břehu řeky je vedena poměrně úzkým Vyšehradským tunelem pod Vyšehradskou skálou, je zde vedena jak silniční doprava tak i dvoukolejná tramvajová trať směrem z Výtoně do Braníka. Kdysi tudy vedla i trolejbusová trať z Pankráce až na Václavské náměstí. Je to jeden z neuralgických bodů celého pražského dopravního systému.
Před vykutáním Vyšehradského tunelu a postavením Nuselského mostu vedlo středem pevnosti hlavní dopravní spojení Prahy s Pankráckou plání, dnešními ulicemi Vyšehradská, Vratislavova, Cihelnou branou, ulicí V pevnosti přes Leopoldovu bránu a Táborskou branou do ulice Na Pankráci.

### Spojení přes Vltavu
Na železničním mostu od hranice Vyšehradu na Smíchov jsou po obou stranách i chodníky pro pěší, podél mostu vede též přívoz P5 od Vyšehradu na Smíchov, sloužící zejména k obsluze Císařské louky. V územním plánu je navrhován v podobné trase nízkovodní most pro silniční dopravu. Nejbližším silničním i tramvajovým spojením se Smíchovem nyní je Palackého most.

### Železniční doprava

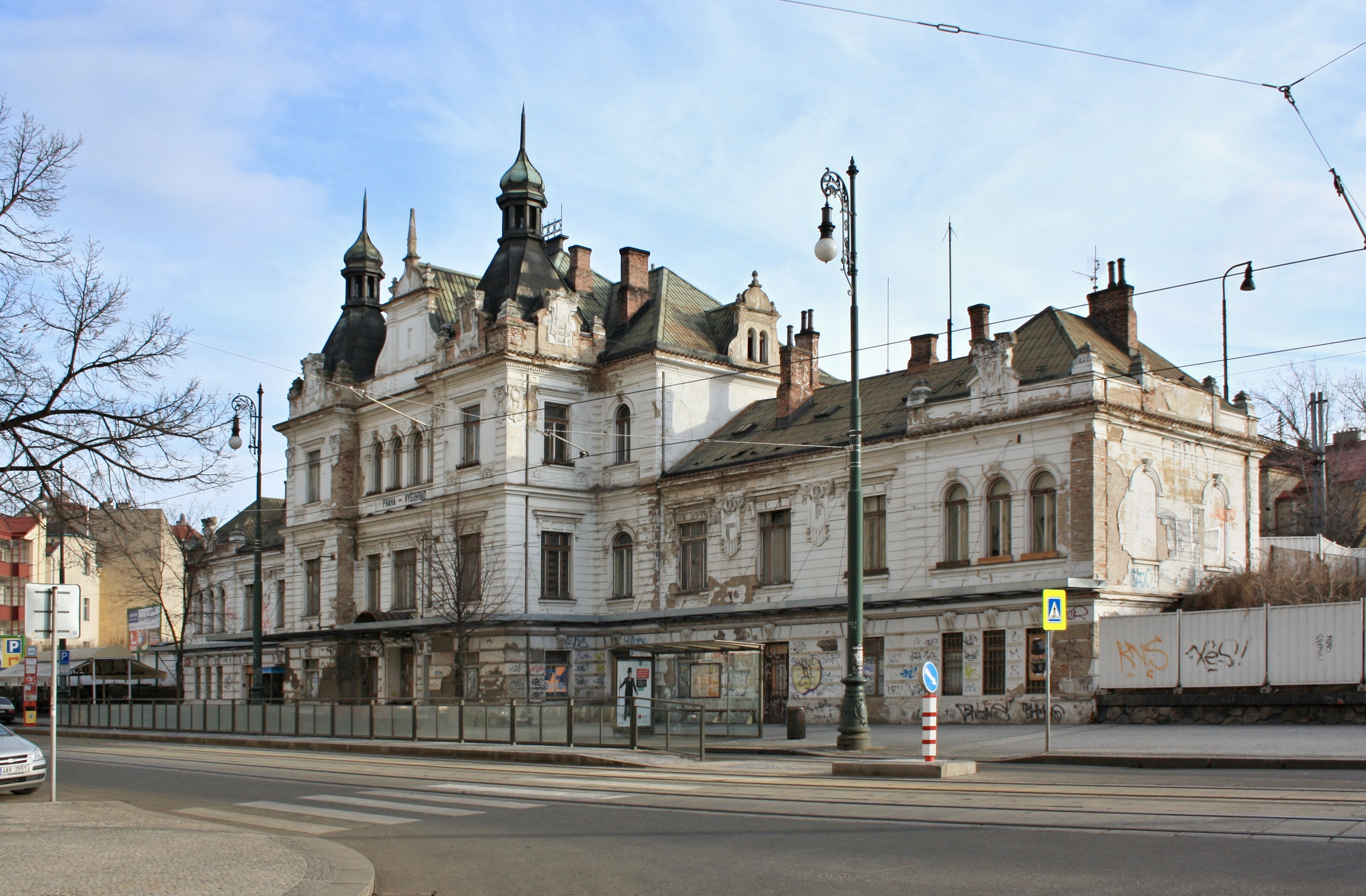
Chátrající budova vyšehradského nádraží

Nuselským údolím je vedena Pražská spojovací dráha, která dnes tvoří především napojení železniční trati 170 z Plzně od nádraží Praha-Smíchov k hlavnímu nádraží, případně k nádraží Praha-Vršovice. Na této trati se nachází bývalá železniční stanice Praha-Vyšehrad zrušená roku 1960, jejíž budova je dlouhodobě chátrající kulturní památkou; roku 2007 ji koupila soukromá společnost, která ji nechává chátrat dál a navíc ilegálně zbořila rovněž památkově chráněnou čekárnu. V různých studiích je navrhována nová železniční zastávka jako náhrada: buď v Nuslích v oblasti Ostrčilova náměstí, nebo v okolí Výtoně na předmostí železničního mostu přes Vltavu.
Trať přechází bezprostředně pod Vyšehradem z Výtoně na Smíchov řeku Vltavu po ocelovém železničním mostě, který je sám o sobě velmi zajímavou technickou památkou a dokladem technické i řemeslné zručnosti dělníků z bývalé První Českomoravské továrny na stroje v Praze. Po mostě je po jeho obou stranách vedena i pěší lávka, ze které je velmi pěkný výhled jak na blízký Vyšehrad, tak i na panorama Hradčan.